# Campana de Quersoneso
La Campana de Quersoneso (en ucraniano: Сигнальний дзвін) en Quersoneso Táurica, en la península de Crimea, al sur de Ucrania es un símbolo del Quersoneso y una de las principales atracciones turísticas de Sebastopol. Fue fundida antes de la fundación de Sebastopol para la iglesia de San Nicolás Taumaturgo en Taganrog, que era la base militar de la Armada rusa en ese momento. Más tarde fue confiscada por los franceses, y luego devuelta. La campana de Quersoneso o la campana de la niebla del Quersoneso, a veces es considerada por muchos como uno de los «lugares de interés de Taganrog ubicados en el extranjero», que incluso se convirtió en un símbolo de otra ciudad - Sebastopol o para ser más exactos, el símbolo de Quersoneso Táurica.